# سوق بيع البضائع المستعملة

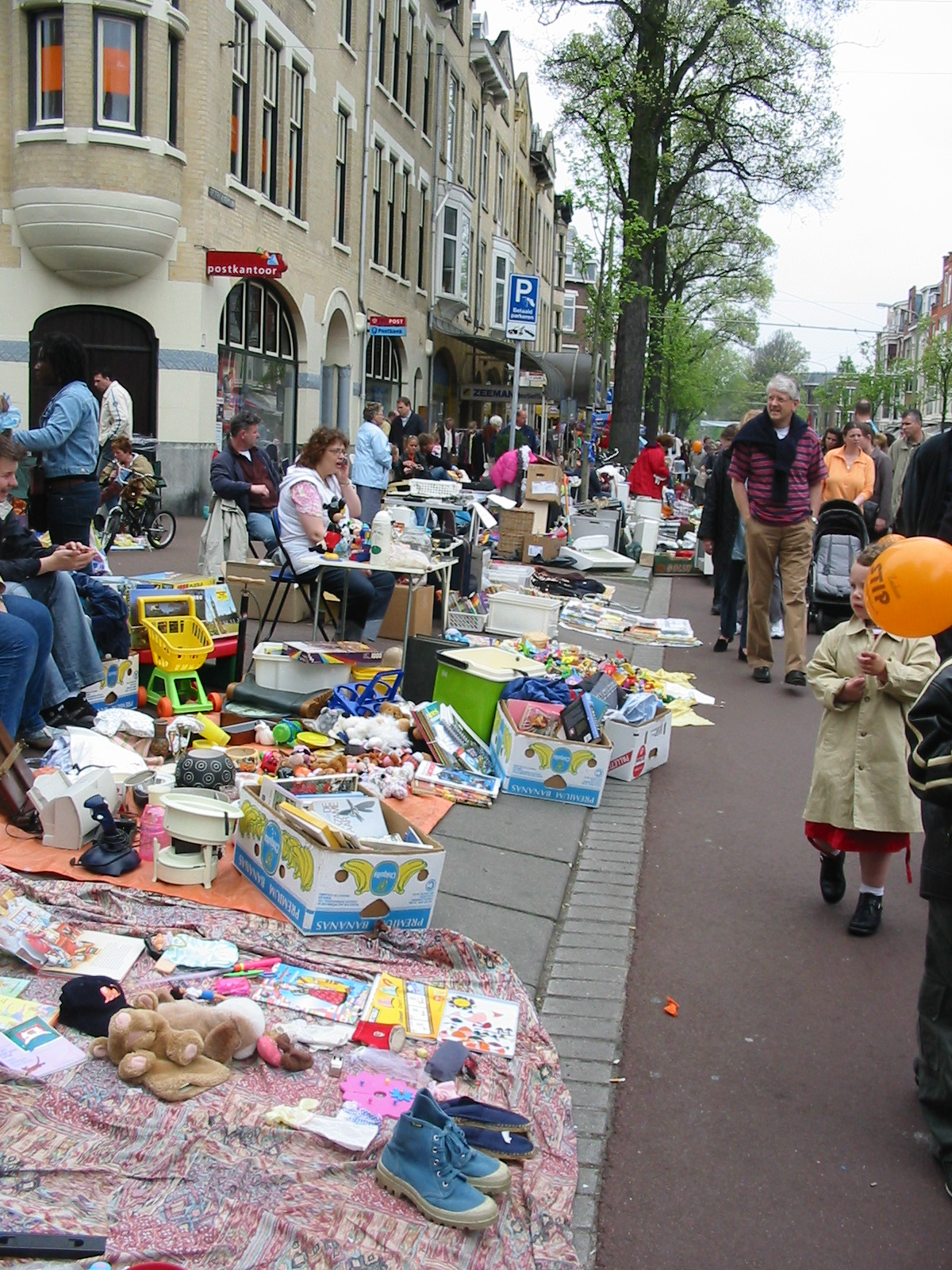

إن سوق بيع البضائع المستعملة، أو السوق الخيرية (بالإنجليزية: Jumble sale)‏ (في المملكة المتحدة وأحيانًا في كندا) أو سوق النثريات (في الولايات المتحدة وكندا) هو حدث تُباع فيه البضائع المستعملة وعادة ما تُنظم هذه الأسواق عن طريق أي مؤسسة مثل مجموعات الكشافة المحلية أو عن طريق الكنيسة، مثل جمع التبرعات أو الجهود الخيرية. ويطلق على أي سوق للنثريات تنظمه الكنيسة اسم سوق الكنيسة أو السوق الخيرية للكنيسة.

## المملكة المتحدة
عادة ما يطلب المنظمون من السكان المحليين التبرع بالبضائع حيث يتم عرضها على الطاولة بنفس طريقة العرض في سوق البيع من صندوق السيارة وبيعها للعامة ممن قاموا بدفع الرسوم من أجل الدخول إلى سوق البيع. (في المملكة المتحدة، عادة ما يتراوح رسم الدخول بين 1 جنيه إسترليني تقريبًا. ولا تُفرض أي رسوم دخول في الأسواق الخيرية في الولايات المتحدة بوجه عام، لكنها قد تضع وعاءً صغيرًا بالقرب من آلات تسجيل النقد لجمع التبرعات الإضافية.)
ربما تكون أسواق بيع البضائع المستعملة أصبحت أقل شعبية في المملكة المتحدة، مثل سوق بيع السيارات؛ حيث تتيح الشبكة العنكبوتية العالمية للأشخاص إمكانية بيع الأشياء التي هم في استغناء عنها بدلاً من التبرع بها للأعمال الخيرية.

## الولايات المتحدة
كثيرًا ما يُقيم الأفراد الأسواق الخيرية في الولايات المتحدة قبل الانتقال إلى منزل أو بعده، أو عند القيام بأعمال التنظيف الشاملة للمنزل. وغالبًا ما تُقام الأسواق الخيرية في المناطق الحضرية على جوانب الطرقات أمام المباني السكنية أو في الساحات الخلفية.

## بلدان أخرى
في أستراليا والولايات المتحدة، في بعض الأحيان تُستخدم عبارة 'سوق المقتنيات الثمنية' على أنه مرادف لسوق بيع البضائع المستعملة. وفي كندا، غالبًا ما يستخدم العامة عبارة «سوق النثريات»، أما الاسم «السوق الخيرية» أو «سوق المقتنيات الثمينة» فيستخدم في الكنائس أو المنظمات الاجتماعية الأخرى.

## وصلات خارجية
- Garage and Estate Sales على مشروع الدليل المفتوح